# Edward Marjoribanks
Edward Marjoribanks, 2. baron Tweedmouth KT (ur. 8 lipca 1849 w Londynie, zm. 15 września 1909), brytyjski arystokrata i polityk, członek Partii Liberalnej, minister w rządach Williama Ewarta Gladstone’a, lorda Rosebery’ego, Henry’ego Campbella-Bannermana i Herberta Henry’ego Asquitha.
Był najstarszym synem Dudleya Marjoribanksa, 1. barona Tweedmouth, i Isabelli Weir-Hogg, córki sir Jamesa Weira-Hogga, 1. baroneta. Wykształcenie odebrał w Harrow School oraz Christ Church na Uniwersytecie Oksfordzkim.
W latach 1880–1894 zasiadał w Izbie Gmin jako reprezentant okręgu Berwickshire. Po śmierci ojca w 1894 r. odziedziczył tytuł 2. barona Tweedmouth i zasiadł w Izbie Lordów. Pełnił wiele funkcji rządowych podczas rządów liberałów. Był Kontrolerem Dworu Królewskiego w 1886 r., parlamentarnym sekretarzem skarbu w latach 1892–1894, Lordem Tajnej Pieczęci i Kanclerzem Księstwa Lancaster w latach 1894–1895, pierwszym lordem Admiralicji w latach 1905–1908 oraz Lordem Przewodniczącym Rady w 1908 r.
9 czerwca 1873 r. poślubił Fanny Octavię Louise Spencer-Churchill (29 stycznia 1853 - 5 sierpnia 1904), córkę Johna Spencer-Churchilla, 7. księcia Marlborough, i lady Frances Vane, córki 3. markiza Londonderry. Edward i Fanny mieli razem jednego syna:
- Dudley Churchill Marjoribanks (2 marca 1874 - 23 kwietnia 1939), 3. baron Tweedmouth

W 1886 r. został członkiem Tajnej Rady, zaś w 1908 r. został kawalerem Orderu Ostu.